# Faits des Romains
Les Faits des Romains (Li Fet des Romains) est une œuvre médiévale en prose, écrite en ancien français, composée en Île-de-France au début du XIIIe siècle, vers 1213-1214, qui raconte la vie de César.

## Description
C’est une compilation d’après les œuvres de quatre écrivains latins : César lui-même, Lucain, Suétone et Salluste. C’est la première biographie entièrement consacrée au chef romain en langue vernaculaire ; ce texte historique fait aussi appel à des procédés empruntés au roman ou à la chanson de geste.
L‘auteur anonyme reprend parfois dans son récit la totalité d’un texte, comme la Conjuration de Catilina de Salluste ou la Guerre des Gaules de César, dont ce sont les premières traductions en français. Le compilateur et traducteur suit pas à pas ses modèles latins tout en adaptant constamment le texte à la civilisation de son temps. Pour la guerre des Gaules, il ignore qu’il s’agit de l’œuvre de César lui-même et attribue sa source à un grammairien, Julius Celsus Constantinus. Pour raconter la guerre civile, l'anonyme ne suit plus César, mais la Pharsale de Lucain.

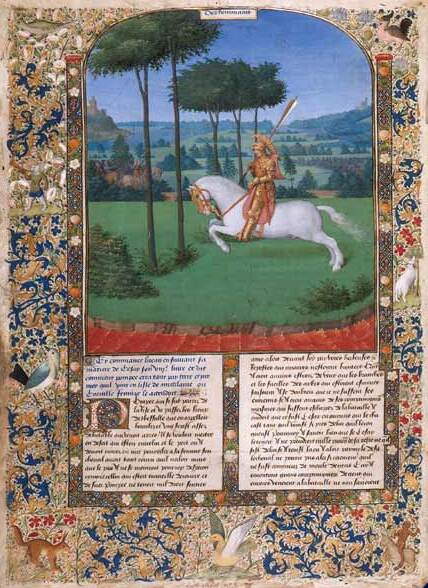
La fuite de Pompée après la bataille de Pharsale, enluminure de Jean Fouquet. Louvre RF 29494.

Cette œuvre connaît un grand succès jusqu'à la fin du Moyen Âge : elle est copiée dans plus de cinquante manuscrits, souvent enluminés. Jean Fouquet notamment peint vers 1470 les miniatures d’un manuscrit aujourd’hui démembré, dont quatre feuillets sont conservés au musée du Louvre. 
Ce texte est traduit dès le XIIIe siècle en italien, et en portugais au XVe siècle, avant 1466, sous le titre Vida e feitos di Julio Cesar
Les auteurs médiévaux qui ont écrit sur César ne se réfèrent pas aux textes originaux latins, mais aux Faits des Romains, et ce texte est à l’origine de la fortune exceptionnelle du personnage de César dans les milieux aristocratiques durant tout le Moyen Âge.
Les Faits des Romains sont souvent associés au récit de l'Histoire ancienne jusqu'à César. En effet, l'Histoire ancienne s'achève avec les premières conquêtes de César, là où les Faits des Romains commencent. C'est Paul Meyer qui en 1885 les distingue pour la première fois, en identifiant notamment le manuscrit de l'Histoire ancienne de la Bibliothèque municipale de Dijon. 